# سیارک ۱۹۳۴
سیارک ۱۹۳۴ (به انگلیسی: 1934 Jeffers، نامگذاری:1972XB) هزار و نهصد و سی و چهارمین سیارک کشف شده‌است که در ۲ دسامبر ۱۹۷۲ کشف شد.
قدر مطلق سیارک برابر ۱۲٫۸۰ است.